# Campionat d'Alemanya de trial femení
El Campionat d'Alemanya de trial femení, regulat per la federació alemanya de motociclisme, DMSB (Deutscher Motor Sport Bund), és la màxima competició de trial en categoria femenina que es disputa a Alemanya. Es disputa d'ençà del 2001. La modalitat masculina, Campionat d'Alemanya de trial, es disputa d'ençà de 1960.

## Llista de guanyadores
A 10 de desembre de 2024
| Temporada | Campiona      | Motocicleta |
| --------- | ------------- | ----------- |
| 2001      | Denise Brown  | Sherco      |
| 2002      | Iris Krämer   | Gas Gas     |
| 2003      | Iris Krämer   | Gas Gas     |
| 2004      | Iris Krämer   | Gas Gas     |
| 2005      | Iris Krämer   | Gas Gas     |
| 2006      | Iris Krämer   | Gas Gas     |
| 2007      | Iris Krämer   | Scorpa      |
| 2008      | Rosita Leotta | Gas Gas     |
| 2009      | Rosita Leotta | Gas Gas     |
| 2010      | Ina Wilde     | Sherco      |
| 2011      | Rosita Leotta | Gas Gas     |
| 2012      | Ina Wilde     | Sherco      |
| 2013      | Ina Wilde     | Sherco      |
| 2014      | Ina Wilde     | Gas Gas     |
| 2015      | Theresa Bäuml | Ossa        |
| 2016      | Theresa Bäuml | Beta        |
| 2017      | Theresa Bäuml | Beta        |
| 2018      | Theresa Bäuml | Montesa     |
| 2019      | Sarah Bauer   | TRRS        |
| 2020      | No disputat   | No disputat |
| 2021      | Jule Steinert | TRRS        |
| 2022      | Vivian Wachs  | TRRS        |
| 2023      | Vivian Wachs  | TRRS        |
| 2024      | Vivian Wachs  | TRRS        |

## Estadístiques

### Campiones amb més de 3 títols
A 10 de desembre de 2024
| Pilot         | Títols |
| ------------- | ------ |
| Iris Krämer   | 6      |
| Theresa Bäuml | 4      |
| Ina Wilde     | 4      |